# Prowincja Rennell i Bellona
Prowincja Rennell i Bellona – jedna z 9 prowincji na Wyspach Salomona. Leży na dwóch wyspach Rennell i Bellona. Stolica prowincji Tigoa, znajduje się na wyspie Rennell.

## Demografia
Liczba ludności w poszczególnych latach:
| 1970  | 1976  | 1986  | 1999  | 2009  | 2019  |
| ----- | ----- | ----- | ----- | ----- | ----- |
| 1 504 | 1 893 | 1 802 | 2 377 | 3 041 | 4 091 |